# Sân bay Mo i Rana, Røssvoll
Sân bay Mo i Rana, Røssvoll (tiếng Na Uy:Mo i Rana lufthavn, Røssvoll) (IATA: MQN, ICAO: ENRA) là một sân bay khu vực phục vụ Mo i Rana ở Nordland, Na Uy. Năm 2005, sân bay Mo i Rana đã phục vụ 71.454 lượt khách. Chủ sở hữu sân bay là Avinor.
Hãng Widerøe hoạt động ở đây với máy bay Dash 8 kết nối với Bodø, Trondheim và các cộng đồng khác ở Nordland và Nord-Trøndelag. Dịch vụ được thực hiện theo hợp đồng với Bộ Giao thông Vận tải Na Uy.

## Các hãng hàng không và các tuyến bay
- Widerøe (Bodø, Mosjøen, Rørvik, Trondheim)